# Ctenolucius hujeta

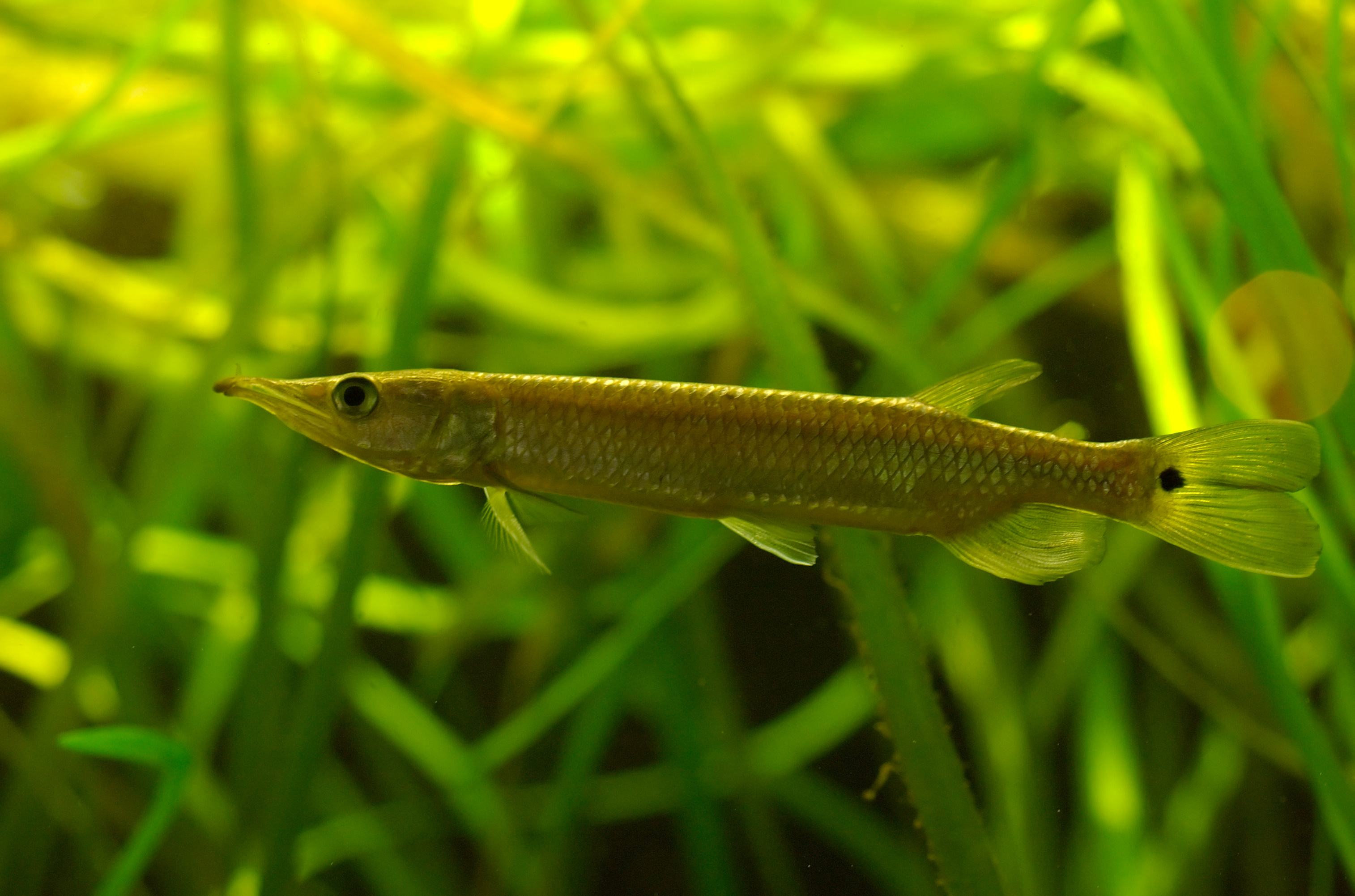
Ctenolucius hujeta al zoo de Leipzig

Ctenolucius hujeta és una espècie de peix de la família dels ctenolúcids i de l'ordre dels caraciformes.

## Morfologia
- Els mascles poden assolir 22,8 cm de longitud total.
- Nombre de vèrtebres: 42-46.[4]

## Hàbitat
És un peix d'aigua dolça i de clima tropical (22 °C-25 °C).

## Distribució geogràfica
Es troba a Sud-amèrica: conques dels rius Magdalena i Sinú (nord de Colòmbia) i rius de la conca del llac Maracaibo (nord-oest de Veneçuela).